# Зелено земеродно рибарче
Зеленото земеродно рибарче (Chloroceryle americana) е вид птица от семейство Cerylidae.

## Разпространение и местообитание
Разпространен е в Аржентина, Белиз, Боливия, Бразилия, Венецуела, Гватемала, Гвиана, Еквадор, Колумбия, Коста Рика, Мексико, Никарагуа, Панама, Парагвай, Перу, Салвадор, САЩ, Суринам, Тринидад и Тобаго, Уругвай, Френска Гвиана, Хондурас и Чили.